# GV Producciones
GV Producciones es una empresa peruana productora de programas de televisión, fundada por la presentadora y directora de televisión Gisela Valcárcel y administrada por su hija Ethel Pozo.

## Historia
GV Producciones fue fundada por Gisela Valcárcel en 2003; sin embargo, la empresa permaneció inactiva hasta que en el 2008 se asoció con Panamericana Televisión para preparar el regreso de Valcárcel a las pantallas. Gisela, junto a su socia Susana Umbert, compró el formato del programa de baile Bailando por un sueño a la empresa mexicana Televisa para transmitirlo en el canal 5. El programa empezó con pocos auspiciadores y luego se consolidó como el programa líder de los fines de semana, con altos dígitos de audiencia.
En 2009, Gisela Valcárcel y su productora pasaron a América Televisión para realizar la versión peruana del programa mexicano El show de los sueños, programa de baile y canto formato de Televisa con el que se logró mantener la sintonía y grandes inversiones de parte de los anunciantes. Además, se produjo el programa El otro show, que contenía información sobre los participantes del reality y detrás de cámaras.
En 2010 se realizó El gran show, reality show de baile que fue transmitido por América Televisión.
En 2011 se compró la franquicia del programa El último pasajero (Perú) a Endemol, el cual fue transmitido por Latina, además se continuó con el programa El gran show.
En 2012, se adquirió el programa Dr. TV, formato del original The Dr. Oz Show de Oprah Winfrey y Sony Pictures Entertainment para ser transmitido por América Televisión. Del mismo modo se compró a Endemol los formatos del programa de imitación Yo soy para Latina, posteriormente desligado tras problemas administrativos y quejas de la propietaria, y Operación triunfo para América Televisión.
En 2013, produjeron una nueva temporada de Dr. TV, y se compró los derechos de los formatos de 100 peruanos dicen y El coro de la cárcel. La productora se volvió exclusiva de América Televisión este año.
A pesar de las declaraciones de que la alianza con América Televisión concluiría en 2013 y que el canal asumiría la producción de Dr. TV, el gerente general de la televisora anunció que la colaboración continuaría en 2014.
El 2014, además de la adaptación de The Dr. Oz Show, continuaron las nuevas adquisiciones de los formatos Mi hombre puede (My man can de Red Arrow International), El impostor y ¿Sabes más que un niño de primaria? (Are You Smarter Than a 5th Grader? de FOX).
Para el 2017, adquirieron el formato Mi mamá cocina mejor que la tuya (My mom cooks better than yours de FremantleMedia y creada por Producciones Mandarina), conducido por Jacobo Eskenazi y Ethel Pozo.
En 2018 produjeron Gisela busca... El amor, un formato original donde Gisela Valcárcel entrevista a 8 parejas del medio peruano. También ese mismo año, produjeron El artista del año, un reality de canto, baile y actuación transmitido por América.
En 2019, produjeron El show después del show, un programa conducido por Ethel Pozo, Renzo Schuller, Natalia Salas y Edson Dávila "Giselo", que en 2020 se renombraria como América hoy.

## Programas
| Programas producidos | Programas producidos                | Programas producidos    |
| Año                  | Programa                            | Cadena                  |
| -------------------- | ----------------------------------- | ----------------------- |
| 2008                 | Bailando por un sueño               | Panamericana Televisión |
| 2009                 | El show de los sueños               | América Televisión      |
| 2009                 | El otro show                        | América Televisión      |
| 2010                 | El gran show                        | América Televisión      |
| 2010                 | Reyes del show                      | América Televisión      |
| 2011                 | El último pasajero                  | Frecuencia Latina       |
| 2011                 | El gran show                        | América Televisión      |
| 2011                 | Reyes del show                      | América Televisión      |
| 2012                 | Dr. TV                              | América Televisión      |
| 2012                 | Yo soy                              | Frecuencia Latina       |
| 2012                 | Operación triunfo                   | América Televisión      |
| 2012                 | El gran show                        | América Televisión      |
| 2013                 | Dr. TV                              | América Televisión      |
| 2013                 | 100 peruanos dicen                  | América Televisión      |
| 2013                 | El coro de la cárcel                | América Televisión      |
| 2013                 | El gran show                        | América Televisión      |
| 2013                 | Reyes del show                      | América Televisión      |
| 2014                 | Dr. TV                              | América Televisión      |
| 2014                 | 12 corazones                        | América Televisión      |
| 2014                 | El impostor                         | América Televisión      |
| 2014                 | ¿Sabes más que un niño de primaria? | América Televisión      |
| 2014                 | Gisela, el gran show                | América Televisión      |
| 2015                 | Dr. TV                              | América Televisión      |
| 2015                 | El gran show                        | América Televisión      |
| 2016                 | Dr. TV                              | América Televisión      |
| 2016                 | El gran show                        | América Televisión      |
| 2017                 | El gran show                        | América Televisión      |
| 2017                 | Mi mamá cocina mejor que la tuya    | América Televisión      |
| 2018                 | Gisela busca... El amor             | América Televisión      |
| 2018                 | El artista del año                  | América Televisión      |
| 2018                 | Mi mamá cocina mejor que la tuya    | América Televisión      |
| 2019                 | Gisela busca...                     | América Televisión      |
| 2019                 | El artista del año                  | América Televisión      |
| 2019                 | Mi mamá cocina mejor que la tuya    | América Televisión      |
| 2019                 | Reinas del show                     | América Televisión      |
| 2019                 | El show después del show            | América Televisión      |
| 2020                 | América hoy                         | América Televisión      |
| 2020                 | Mi mamá cocina mejor que la tuya    | América Televisión      |
| 2021                 | América hoy                         | América Televisión      |
| 2021                 | Mi mamá cocina mejor que la tuya    | América Televisión      |
| 2021                 | El artista del año                  | América Televisión      |
| 2021                 | Llauca                              | Latina Televisión       |
| 2022                 | En esta cocina mando yo             | América Televisión      |
| 2022                 | América hoy                         | América Televisión      |
| 2022                 | La gran estrella                    | América Televisión      |
| 2022                 | El gran show                        | América Televisión      |